# Associação Desportiva Confiança
La Associação Desportiva Confiança, o simplemente conocido como Confiança, es un club de fútbol de la ciudad de Aracaju, en el estado de Sergipe en Brasil. Fue fundado el 1 de mayo de 1936 y actualmente juega en el Campeonato Brasileño de Serie C.

## Entrenadores
- Leandro Sena (noviembre de 2016–julio de 2017)[7][8]
- Roberto Fernandes (julio de 2017–agosto de 2017)[9][10]
- Ailton Silva (agosto de 2017–febrero de 2018)[11][12]
- Edmilson Santos (interino- febrero de 2018)[12]
- Luizinho Lopes (febrero de 2018–julio de 2018)[13][14]
- Betinho (julio de 2018–marzo de 2019)[15][16][17]
- Geraldo (interino- marzo de 2019)[17]
- Daniel Paulista (marzo de 2019–febrero de 2020)[18][19]
- Matheus Costa (febrero de 2020–septiembre de 2020)[20][21]
- Daniel Paulista (septiembre de 2020–mayo de 2021)[22][23]
- Luizinho Lopes (agosto de 2021–abril de 2022)[24][25]
- Bibi (interino- abril de 2022)[26]
- Felipe Loureiro (abril de 2022–junio de 2022)[27][28]
- Vinícius Eutrópio (junio de 2022–julio de 2023)[29][30]
- Paulo Massaro (noviembre de 2023–febrero de 2024)[31][32]
- Gerson Gusmão (marzo de 2024–junio de 2024)[33][34]
- Mazola Júnior (junio de 2024–presente)[5]

## Presidentes
- Fernando França (1988–2000)[35]
- Luiz Roberto (?–2016)[36]
- Hyago França (2017–2022)[35][37]
- Glenysson Cruz (interino- 2022)[3]
- Pedro Dantas (interino- 2022–presente)[3]

## Rivalidades
Su principal adversario futbolístico es el Club Sportivo Sergipe, con el cual disputa el Derby Sergipano o Clássico Maior, considerado como una fuerte rivalidad regional en el fútbol brasileño.

## Estadio
El equipo dispone del Estadio Proletário Sabino Ribeiro con capacidad para 4000 personas, pero por razones de capacidad para el torneo brasileño el club disputa sus partidos en el Estadio Lourival Baptista con capacidad para 15 000 espectadores.

## Palmarés
- Campeonato Sergipano (23): 1951, 1954, 1962, 1963, 1965, 1968, 1976, 1977, 1983, 1986, 1988, 1990, 2000, 2001, 2002, 2004, 2008, 2009, 2014, 2015, 2017, 2020, 2025

- Copa Governo do Estado de Sergipe: 4

2003, 2005, 2008, 2012